# Perfect Days – I ženy mají své dny
Perfect Days – I ženy mají své dny (či jen Perfect Days) je český hraný film z roku 2011, který režírovala Alice Nellis podle vlastního scénáře.

## Děj
Erika Oskarová provozuje kadeřnický salón a má vlastní televizní pořad o módě. Právě oslavila své 44. narozeniny a doléhá na ní osamělý život. S manželem již nežijí mnoho let, přítele také nemá. Rozhodne se mít dítě a požádá o dárcovství svého homosexuálního kamaráda Richarda, který je členem divadla Cirk La Putyka. Situaci ale ještě zkomplikuje setkání s mladým barmanem Adamem. 

## Obsazení
| Ivana Chýlková   | Erika           |
| Ondřej Sokol     | Richard         |
| Zuzana Bydžovská | Alice           |
| Vojtěch Kotek    | Adam            |
| Zuzana Kronerová | matka           |
| Bohumil Klepl    | Viktor          |
| Jiří Zeman       | Lumír           |
| Jan Vondráček    | Josef           |
| Martha Issová    | Nikol           |
| Rebeka Lízlerová | Terezka         |
| Igor Chmela      | přítel z Paříže |
| Linda Nývltová   | Linda           |

## Ocenění
- Český lev: Nejlepší ženský herecký výkon v hlavní roli (Ivana Chýlková) – nominace
- Ceny české filmové kritiky: Nejlepší mužský herecký výkon ve vedlejší roli (Ondřej Sokol) – nominace